# 圣座—马来西亚关系
圣座—马来西亚关系是梵蒂冈与马来西亚之间的外交关系。梵蒂冈在吉隆坡设有大使馆，而马来西亚由驻瑞士大使馆处理圣座相关事务。2002年6月7日，马来西亚首相马哈迪·莫哈末到访梵蒂冈会见教皇若望保禄二世，两人的会晤被视为“对世界和平与团结的非常重要的对话”。2011年，两国正式建交。

## 外交访问
2002年5月29日，马来西亚内阁批准首相马哈迪·莫哈末访问梵蒂冈会见教皇若望保禄二世，受到了关注。反对党伊斯兰党主席法兹诺认为马哈迪的访问能够消除基督徒对伊斯兰教的误解。6月4日，马来西亚外交部表示，马哈迪与教宗的会晤将标志着吉隆坡与罗马建立更密切关系的开始。
2002年6月5日，马哈迪正式抵达梵蒂冈进行为期三天的访问，并于6月7日会见教皇若望保禄二世。会谈中双方都同意有必要结束巴勒斯坦的暴力行为，并要求第三方将战斗人员分开。
分析认为，教皇邀请马哈迪与其会面并交换意见，可充分说明马哈迪不仅是马来西亚政治家，而且在世界穆斯林领袖中处于领先的地位。